# Corticium
Genre
Parmi les champignons (basidiomycètes) fructifiant directement sur le bois (troncs, souches, branches, d'arbres morts ou encore vivants) appartenant à l'ancienne classe des polypores au sens large (Aphyllophorales), beaucoup d'espèces n'ont même pas de chapeau et ressemblent à des « croûtes » étalées sur le support. 
Ils peuvent être étudiés en toute saison, car ils se développent tout au long de l’année, mais le microscope est souvent nécessaire pour arriver à les identifier (déterminer). 
Dans la classification morphologique classique, le genre Corticium regroupait les « Corticiés » :  
- généralement non réfléchis, et non coriaces,
- dépourvus de cystides, mais pouvant posséder des cystidioles nées au niveau des basides, de taille assez voisine, et
- parfois des "éléments paraphysoïdes".

Ce genre vaste et hétérogène, a été ensuite découpé en 6 sections, mais si on accepte comme type  Corticium roseum (section 11 : Aleurodiscoidea), pratiquement tous les autres Corticium doivent trouver place dans d'autres genres ! 

## Cladistique selon Dyntaxa
| Corticium | \| \| Corticium boreoroseum \| \| \| \| \| \| Corticium canfieldii \| \| \| \| \| \| Corticium durangense \| \| \| \| \| \| Corticium lilacinoroseum \| \| \| \| \| \| Corticium lombardiae \| \| \| \| \| \| Corticium meridioroseum \| \| \| \| \| \| Corticium minnsiae \| \| \| \| \| \| Corticium pini \| \| \| \| \| \| Corticium erikssonii \| \| \| \| \| \| Corticium quercicola \| \| \| \| \| \| Corticium koleroga \| \| \| \| \| \| Corticium floridense \| \| \| \| \| \| Corticium cremeoalbidum \| \| \| \| \| \| Corticium efibulatum \| \| \| \| \| \| Corticium appalachiense \| \| \| \| \| \| Corticium mississippiense \| \| \| \| \| \| Corticium roseum \| \| \| \| \| \| Corticium sparsum \| \| \| \| \| \| Corticium penicillatum \| \| \| \| \| \| Corticium auberianum \| \| \| \| \| \| Corticium confine \| \| \| \| \| \| Corticium vescum \| \| \| \| \| \| Corticium invisum \| \| \| \| \| \| Corticium radiosum \| \| \| \| \| \| Corticium conigenum \| \| \| \| \| \| Corticium gloeosporum \| \| \| \| \| \| Corticium kauri \| \| \| \| \| \| Corticium perenne \| \| \| \| \| \| Corticium utriculicum \| \| \| \| |
|           | \| \| Corticium boreoroseum \| \| \| \| \| \| Corticium canfieldii \| \| \| \| \| \| Corticium durangense \| \| \| \| \| \| Corticium lilacinoroseum \| \| \| \| \| \| Corticium lombardiae \| \| \| \| \| \| Corticium meridioroseum \| \| \| \| \| \| Corticium minnsiae \| \| \| \| \| \| Corticium pini \| \| \| \| \| \| Corticium erikssonii \| \| \| \| \| \| Corticium quercicola \| \| \| \| \| \| Corticium koleroga \| \| \| \| \| \| Corticium floridense \| \| \| \| \| \| Corticium cremeoalbidum \| \| \| \| \| \| Corticium efibulatum \| \| \| \| \| \| Corticium appalachiense \| \| \| \| \| \| Corticium mississippiense \| \| \| \| \| \| Corticium roseum \| \| \| \| \| \| Corticium sparsum \| \| \| \| \| \| Corticium penicillatum \| \| \| \| \| \| Corticium auberianum \| \| \| \| \| \| Corticium confine \| \| \| \| \| \| Corticium vescum \| \| \| \| \| \| Corticium invisum \| \| \| \| \| \| Corticium radiosum \| \| \| \| \| \| Corticium conigenum \| \| \| \| \| \| Corticium gloeosporum \| \| \| \| \| \| Corticium kauri \| \| \| \| \| \| Corticium perenne \| \| \| \| \| \| Corticium utriculicum \| \| \| \| |
|           | Vuilleminia |
|           | |
|           | Dendrothele |
|           | |
|           | Cytidia |
|           | |
|           | Dendrocorticium |
|           | |
|           | Galzinia |
|           | |
|           | Mutatoderma |
|           | |
|           | Marchandiomphalina |
|           | |
|           | Marchandiomyces |
|           | |
|           | Leptocorticium |
|           | |
|           | Melzerodontia |
|           | |
|           | Nothocorticium |
|           | |
|           | Acantholichen |
|           | |
|           | Punctularia |
|           | |
|           | Ripexicium |
|           | |
|           | Hemmesomyces |
|           | |
|           | Marchandiobasidium |
|           | |
|           | Waitea |
|           | |
|           | Tretopileus |
|           | |
|           | Licrostroma |
|           | |
|           | Dendrophysellum |
|           | |
|           | Papyrodiscus |
|           | |
|           | Laetisaria |
|           | |
|           | Erythricium |
|           | |
|           | Ambivina |
|           | |
|           | Corticirama |
|           | |
|           | Michenera |
|           | |
|           | Amylobasidium |
|           | |
|           | Dendrodontia |
|           | |
|           | Corticium boreoroseum |
|           | |
|           | Corticium canfieldii |
|           | |
|           | Corticium durangense |
|           | |
|           | Corticium lilacinoroseum |
|           | |
|           | Corticium lombardiae |
|           | |
|           | Corticium meridioroseum |
|           | |
|           | Corticium minnsiae |
|           | |
|           | Corticium pini |
|           | |
|           | Corticium erikssonii |
|           | |
|           | Corticium quercicola |
|           | |
|           | Corticium koleroga |
|           | |
|           | Corticium floridense |
|           | |
|           | Corticium cremeoalbidum |
|           | |
|           | Corticium efibulatum |
|           | |
|           | Corticium appalachiense |
|           | |
|           | Corticium mississippiense |
|           | |
|           | Corticium roseum |
|           | |
|           | Corticium sparsum |
|           | |
|           | Corticium penicillatum |
|           | |
|           | Corticium auberianum |
|           | |
|           | Corticium confine |
|           | |
|           | Corticium vescum |
|           | |
|           | Corticium invisum |
|           | |
|           | Corticium radiosum |
|           | |
|           | Corticium conigenum |
|           | |
|           | Corticium gloeosporum |
|           | |
|           | Corticium kauri |
|           | |
|           | Corticium perenne |
|           | |
|           | Corticium utriculicum |
|           | |

|  | Corticium boreoroseum     |
|  |                           |
|  | Corticium canfieldii      |
|  |                           |
|  | Corticium durangense      |
|  |                           |
|  | Corticium lilacinoroseum  |
|  |                           |
|  | Corticium lombardiae      |
|  |                           |
|  | Corticium meridioroseum   |
|  |                           |
|  | Corticium minnsiae        |
|  |                           |
|  | Corticium pini            |
|  |                           |
|  | Corticium erikssonii      |
|  |                           |
|  | Corticium quercicola      |
|  |                           |
|  | Corticium koleroga        |
|  |                           |
|  | Corticium floridense      |
|  |                           |
|  | Corticium cremeoalbidum   |
|  |                           |
|  | Corticium efibulatum      |
|  |                           |
|  | Corticium appalachiense   |
|  |                           |
|  | Corticium mississippiense |
|  |                           |
|  | Corticium roseum          |
|  |                           |
|  | Corticium sparsum         |
|  |                           |
|  | Corticium penicillatum    |
|  |                           |
|  | Corticium auberianum      |
|  |                           |
|  | Corticium confine         |
|  |                           |
|  | Corticium vescum          |
|  |                           |
|  | Corticium invisum         |
|  |                           |
|  | Corticium radiosum        |
|  |                           |
|  | Corticium conigenum       |
|  |                           |
|  | Corticium gloeosporum     |
|  |                           |
|  | Corticium kauri           |
|  |                           |
|  | Corticium perenne         |
|  |                           |
|  | Corticium utriculicum     |
|  |                           |

## Liste d'espèces
Selon MycoBank (29 octobre 2013) :
- Corticium abeuns Burt 1926
- Corticium abietis (Fr.) Romell 1895
- Corticium abnorme Henn. 1904
- Corticium acerinum Pers. 1796
- Corticium acerinum var. acerinum
- Corticium acerinum var. dryinum (Pers.) Sacc. & D. Sacc. 1905
- Corticium acerinum var. macrosporum Bres. 1903
- Corticium acerinum var. quercinum (Pers.) Brinkmann 1904
- Corticium adhaesum Burt 1926
- Corticium adiposum Pass. & Beltr. 1882
- Corticium adnatum Rehill & B.K. Bakshi 1965
- Corticium aegeritoides Bourdot & Galzin 1911
- Corticium aemulans (P. Karst.) Bres. 1903
- Corticium aerugineolividum Romell ex S. Lundell 1950
- Corticium afibulatum G. Cunn. 1954
- Corticium agglutinans Pat. 1895
- Corticium albidocarneum (Schwein.) Massee 1890
- Corticium albidocremeum Rehill & B.K. Bakshi 1965
- Corticium albidum (Massee ex Cooke) Sacc. 1891
- Corticium albocremeum Höhn. & Litsch. 1908
- Corticium alboflavescens Ellis & Everh. 1894
- Corticium alboglaucum Bourdot & Galzin 1911
- Corticium alboochraceum Bres. 1903
- Corticium alboochraceum subsp. amianthinum (Bourdot & Galzin) Bourdot & Galzin 1928
- Corticium albostramineum (Bres.) Wakef. 1913
- Corticium albovirescens Petch 1925
- Corticium albulum (G.F. Atk. & Burt) D.P. Rogers & H.S. Jacks. 1943
- Corticium album Britzelm. 1897
- Corticium allescheri Bres. 1898
- Corticium alliaceum Quél. 1884
- Corticium alliaceum var. aceris Schulzer 1885
- Corticium alliaceum var. alliaceum
- Corticium alneum (Fr.) P. Karst. 1885
- Corticium alopecinum Berk. & Broome 1875
- Corticium alutaceum Pers. 1795
- Corticium alutaceum var. alutaceum
- Corticium alutarium Berk. & M.A. Curtis 1873
- Corticium ambiens Berk. & Broome 1875
- Corticium amianthinum Bourdot & Galzin 1911
- Corticium amorphum (Pers.) Fr. 1838
- Corticium ampullosporum G. Cunn. 1954
- Corticium amylaceum Bourdot & Galzin 1911
- Corticium amylaceum var. amylaceum
- Corticium amylaceum var. ericicola Bourdot & Galzin 1911
- Corticium analogum (Bourdot & Galzin) Burt 1926
- Corticium anceps (Bres. & Syd.) Gregor 1932
- Corticium angulatum Britzelm. 1897
- Corticium antarcticum Speg. 1888
- Corticium anthochroum (Pers.) Fr. 1874
- Corticium anthracophilum Bourdot 1910
- Corticium apalum Berk. & Broome 1875
- Corticium apiculatum Bres. 1925
- Corticium appalachiense (Burds. & M.J. Larsen) M.J. Larsen 1990
- Corticium apricans (Bourdot) Sacc. & Trotter 1912
- Corticium arachnoideum Berk. 1844
- Corticium araneosum (Höhn. & Litsch.) Bourdot & Galzin 1928
- Corticium archeri Berk. 1860
- Corticium ardosiacum Bourdot & Galzin 1928
- Corticium areolatum Bres. 1925
- Corticium argentatum Burt 1926
- Corticium argenteum Kobayasi 1971
- Corticium argillaceum Bres. 1898
- Corticium aridum (Fr.) Sacc. 1877
- Corticium armeniacum Sacc. 1888
- Corticium aschistum Berk. & M.A. Curtis 1858
- Corticium asseriphilum Litsch. 1934
- Corticium atkinsonii Burt 1926
- Corticium atratum Bres. 1896
- Corticium atrocinereum P. Karst.
- Corticium atrovirens (Fr.) Fr. 1838
- Corticium auberianum Mont. 1842
- Corticium aurantiacum Bres. 1892
- Corticium aurantioroseum P. Karst. 1898
- Corticium aurantium Pers. 1794
- Corticium auratum Bourdot & Galzin 1928
- Corticium aureolum Bres. 1911
- Corticium aureum Pat. 1897
- Corticium auriculariae (Bourdot & Galzin) Bourdot 1932
- Corticium auriforme Berk. & M.A. Curtis 1873
- Corticium aurora Berk. & Broome 1860
- Corticium aurora subsp. aurora
- Corticium aurora subsp. juncicola (Bourdot) Bourdot & Galzin 1928
- Corticium avellaneum Bres. 1911
- Corticium baculiferum Bourdot & Galzin 1928
- Corticium bagliettoanum Fr. 1874
- Corticium bambusae Burt 1926
- Corticium bambusicola Berk. & Broome 1882
- Corticium basale Peck 1890
- Corticium baudysii Pilát 1927
- Corticium berkeleyanum Ces. 1879
- Corticium berkeleyi Cooke ex Massee 1890
- Corticium beyrichii (Fr.) Fr. 1838
- Corticium bicolor Peck 1873
- Corticium bisporum (J. Schröt.) Bourdot & Galzin 1911
- Corticium boltonii Fr. 1838
- Corticium bombycinum (Sommerf.) Bres. 1897
- Corticium bombycinum var. bombycinum
- Corticium bombycinum var. pinicola S. Lundell 1941
- Corticium boninense S. Ito & S. Imai 1940
- Corticium boreoroseum Boidin & Lanq. 1983
- Corticium botryohypochnoideum Warcup & P.H.B. Talbot 1962
- Corticium botryoideum Overh. 1934
- Corticium botryosum Bres. 1903
- Corticium botrytes (Fr.) Quél. 1888
- Corticium bourdotii Bres. 1908
- Corticium bresadolae Bourdot 1910
- Corticium bresadolanum Sacc. & Trotter 1912
- Corticium bresadolianum Sacc. & Trotter 1912
- Corticium brinkmannii Bres. 1898
- Corticium brunneolum Berk. & M.A. Curtis 1873
- Corticium bullatum G. Cunn. 1954
- Corticium bupleuri Roum. 1867
- Corticium byssinellum Bourdot 1910
- Corticium byssinum (P. Karst.) Massee 1890
- Corticium byssinum f. byssinum
- Corticium byssinum var. byssinum
- Corticium byssinum var. microsporum Bres. 1903
- Corticium byssinum var. xanthellum Bourdot & Galzin 1928
- Corticium byssogenum Pat. 1924
- Corticium byssoides (Pers.) Fr. 1874
- Corticium cacao (P. Karst.) Sacc. 1891
- Corticium cacaoicolor Petch 1925
- Corticium caerulescens (P. Karst.) Sacc. 1888
- Corticium caesalpiniae Henn. 1908
- Corticium caesioalbum (P. Karst.) Sacc. 1888
- Corticium caesiocinereum Höhn. & Litsch. 1908
- Corticium caesium Pers. 1795
- Corticium calceum (Pers.) Fr. 1838
- Corticium calceum subsp. calceum
- Corticium calceum subsp. contiguum P. Karst. 1881
- Corticium calceum var. argillaceum P. Karst.
- Corticium calceum var. calceum
- Corticium calceum var. contiguum P. Karst. 1881
- Corticium calceum var. lacteum Thüm.
- Corticium calceum var. puberum (Fr.) Fr. 1838
- Corticium calothrix Pat. 1897
- Corticium calotrichum P. Karst. 1888
- Corticium camelinum Bres.
- Corticium canadense Burt 1926
- Corticium canfieldii (M.J. Larsen & Gilb.) Boidin & Lanq. 1983
- Corticium canum Burt 1926
- Corticium carbonaceum Berk. & M.A. Curtis ex Cooke 1891
- Corticium carbonicola Pat. 1885
- Corticium carlylei Massee 1890
- Corticium carneum Berk. & Cooke 1878
- Corticium caulium Berk. & M.A. Curtis 1853
- Corticium cebennense Bourdot 1910
- Corticium cellare (Fr.) Sacc. 1878
- Corticium centrifugum (Weinm.) Fr. 1874
- Corticium centrifugum subsp. alnicola Bourdot & Galzin 1928
- Corticium centrifugum subsp. bisporum (J. Schröt.) Bourdot & Galzin 1911
- Corticium centrifugum subsp. centrifugum
- Corticium centrifugum subsp. fugax Bourdot & Galzin 1928
- Corticium centrifugum var. centrifugum
- Corticium centrifugum var. macrosporum Bourdot & Galzin 1928
- Corticium centrifugum var. olivellum Bourdot & Galzin 1911
- Corticium centrifugum var. soredioides Bourdot & Galzin 1911
- Corticium centrifugum var. tenue Donk 1930
- Corticium ceraceum Berk. & Ravenel ex Massee 1890
- Corticium cerebrinum Pat. 1897
- Corticium cerinum Bres. 1920
- Corticium cerussatum Bres. 1892
- Corticium cervicolor Berk. & M.A. Curtis 1873
- Corticium chalybaeum Pers. 1799
- Corticium chartaceum Pat. 1903
- Corticium chelidonium Pat. 1901
- Corticium chlamydosporum Burt 1902
- Corticium chlorascens Berk. & Broome 1875
- Corticium chlorinum Berk. & M.A. Curtis 1873
- Corticium chrysanthemi Plowr. 1905
- Corticium chrysocreas Berk. & M.A. Curtis 1873
- Corticium chusqueae Pat. 1893
- Corticium ciliatum (Fr.) Fr. 1838
- Corticium cinctulum Quél. 1883
- Corticium cinerascens Berk. 1886
- Corticium cinereocarneum Henn. 1904
- Corticium cinereum Pers. 1794
- Corticium cinereum f. cinereum
- Corticium cinereum f. piceae Bres. 1901
- Corticium cinereum f. reflexum Sacc. 1876
- Corticium cinereum f. resupinatum Sacc. 1876
- Corticium cinereum var. cinereum
- Corticium cinereum var. lilacinum J.J. Kickx 1867
- Corticium cinnabarinum Massee 1890
- Corticium cinnamomeum (Pers.) Fr. 1838
- Corticium circinatum (Ehrenb.) Fr. 1838
- Corticium citrinellum Berk. & M.A. Curtis 1869
- Corticium citrinum (Pers.) Fr. 1874
- Corticium clavuligerum (Höhn. & Litsch.) Sacc. & Trotter 1912
- Corticium coeruleum (Schrad. ex Lam.) Fr. 1838
- Corticium colliculosum Berk. & M.A. Curtis 1873
- Corticium comabense Henn. 1902
- Corticium comedens (Nees) Fr. 1838
- Corticium comedens var. botrytes (Fr.) Quél. 1888
- Corticium comedens var. comedens
- Corticium comedens var. microsporum Speg. 1926
- Corticium commixtum Höhn. & Litsch. 1907
- Corticium compactum Berk. & M.A. Curtis ex Cooke 1891
- Corticium confine Bourdot & Galzin 1911
- Corticium confine subsp. argilodes Bourdot & Galzin 1928
- Corticium confine subsp. confine
- Corticium confine var. confine
- Corticium confine var. pterigena Bourdot & Galzin 1928
- Corticium confluens (Fr.) Fr. 1838
- Corticium confluens subsp. caesioalbum P. Karst. 1882
- Corticium confluens subsp. confluens
- Corticium confluens subsp. padinum P. Karst. 1882
- Corticium confluens var. confluens
- Corticium confluens var. padinum (P. Karst.) Sacc. 1888
- Corticium confluens var. subcalceum P. Karst. 1888
- Corticium confluens var. triviale P. Karst. 1888
- Corticium confluens var. tunetanum Pat. 1897
- Corticium confusum Bourdot & Galzin 1911
- Corticium conigenum Shear & R.W. Davidson 1944
- Corticium consimile Bres. 1925
- Corticium contractum Fr. 1851
- Corticium convolvens P. Karst. 1882
- Corticium coprophilum Wakef. 1916
- Corticium coprosmae G. Cunn. 1954
- Corticium cordylines G. Cunn. 1954
- Corticium corneum Petch 1925
- Corticium corni (P. Karst.) Sacc. 1891
- Corticium corniculatum G. Cunn. 1954
- Corticium cornigerum Bourdot 1922
- Corticium coronatum (J. Schröt.) Sacc. 1888
- Corticium coroniferum (Höhn. & Litsch.) Sacc. & Trotter 1912
- Corticium coronilla Höhn. 1906
- Corticium corrosum G. Cunn. 1954
- Corticium corrugatum (Fr.) Fr. 1838
- Corticium corruge (Burt) Burt ex D.P. Rogers & H.S. Jacks. 1943
- Corticium corymbatum G. Cunn. 1954
- Corticium costratum Rehill & B.K. Bakshi 1965
- Corticium cremeoalbidum (M.J. Larsen & Nakasone) M.J. Larsen 1990
- Corticium cremeoalbum Höhn. & Litsch. 1908
- Corticium cremeoisabellinum Litsch. 1941
- Corticium cremeoochraceum Bourdot & Galzin 1911
- Corticium cremeum Bres. 1898
- Corticium cremonicolor Britzelm. 1896
- Corticium cremor Bres.
- Corticium cremoricolor Berk. & M.A. Curtis 1873
- Corticium cremorinum Britzelm. 1897
- Corticium crinitum (Fr.) Fr. 1838
- Corticium crispatum Speg. 1888
- Corticium cristatum (Pers.) P. Karst. 1882
- Corticium croceum (Pat.) Sacc. 1895
- Corticium crocicreas Berk. & M.A. Curtis 1873
- Corticium cruentata Rick 1934
- Corticium cruentum (Pers.) J. Schröt. 1888
- Corticium crustaceum (P. Karst.) Höhn. & Litsch. 1906
- Corticium crustulinum Bres. 1920
- Corticium cryptacanthum Pat. 1899
- Corticium crystalliferum Rick 1959
- Corticium crystallitectum G. Cunn. 1954
- Corticium cultum Burt 1926
- Corticium cyatheae S. Ito & S. Imai 1940
- Corticium debile Berk. & M.A. Curtis 1889
- Corticium decipiens Höhn. & Litsch. 1908
- Corticium decolorans P. Karst. 1882
- Corticium definitum H.S. Jacks. 1948
- Corticium deflectens (P. Karst.) P. Karst. 1889
- Corticium deflectens var. cremeoochraceum (Bourdot & Galzin) Bourdot & Galzin 1928
- Corticium deflectens var. deflectens
- Corticium deglubens Berk. & M.A. Curtis 1873
- Corticium delectabile H.S. Jacks. 1948
- Corticium delicatissimum H.S. Jacks. 1950
- Corticium dendriticum Henn. 1902
- Corticium diademiferum Bourdot & Galzin 1911
- Corticium diaphanum Speg. 1888
- Corticium diminuens Berk. & M.A. Curtis 1873
- Corticium dovrense Jørst. & Pilát 1927
- Corticium dregeanum Berk. 1846
- Corticium dryinum Berk. & M.A. Curtis 1873
- Corticium dubium Quél. 1873
- Corticium durangense (M.J. Larsen & Gilb.) Boidin & Lanq. 1983
- Corticium echinosporum Ellis 1881
- Corticium effuscatum Cooke & Ellis 1881
- Corticium effusum Overh. 1930
- Corticium efibulatum (M.J. Larsen & Nakasone) M.J. Larsen 1990
- Corticium eichelbaumii Henn. 1905
- Corticium eichlerianum Bres. 1903
- Corticium electum H.S. Jacks. 1948
- Corticium ellisii (Berk. & M.A. Curtis) Cooke 1880
- Corticium emplastrum Berk. & Broome 1873
- Corticium endovirgatum Petch 1925
- Corticium endoxylon Duhem & H. Michel 2008
- Corticium endoxylum Duhem & H. Michel 2008
- Corticium ephebium Berk. & M.A. Curtis 1873
- Corticium epichlorum Berk. & M.A. Curtis 1873
- Corticium epigaeum Ellis & Everh. 1885
- Corticium epimyces Bres. 1901
- Corticium epiphyllum (Pers.) Sacc. 1877
- Corticium epiphyllum var. candidum Sacc. 1877
- Corticium epiphyllum var. epiphyllum
- Corticium epiphyllum var. pusillum Sacc. 1877
- Corticium erikssonii Jülich 1982
- Corticium ermineum Burt 1926
- Corticium evolvens (Fr.) Fr. 1838
- Corticium evolvens var. evolvens
- Corticium evolvens var. laxum (Pers.) Fr. 1838
- Corticium exile H.S. Jacks. 1950
- Corticium eximum H.S. Jacks. 1948
- Corticium expallens Bres. 1908
- Corticium expallens var. alboglaucum Bourdot & Galzin 1911
- Corticium expallens var. expallens
- Corticium fagineum Velen. 1922
- Corticium fallax G. Cunn. 1954
- Corticium farctum Petch 1925
- Corticium farinellum (P. Karst.) Sacc. 1888
- Corticium fastidiosum (Pers.) P. Karst. 1882
- Corticium fenestratum Overh. 1934
- Corticium ferax Ellis & Everh. 1897
- Corticium ferrugineum Pers. 1800
- Corticium fibrillosum (Burt) D.P. Rogers & H.S. Jacks. 1943
- Corticium filamentosum Berk. & M.A. Curtis 1873
- Corticium filicinum Bourdot 1910
- Corticium filippiae subsp. filippiae
- Corticium filium Bres. 1908
- Corticium filium subsp. filium
- Corticium filium subsp. molliforme Bourdot & Galzin 1928
- Corticium fistulatum G. Cunn. 1954
- Corticium flagellatum G. Cunn. 1963
- Corticium flammans Fr. 1846
- Corticium flaveolum Massee 1890
- Corticium flavescens (Bonord.) G. Winter 1885
- Corticium flavicans Bres. 1920
- Corticium flavidum Berk. & M.A. Curtis 1873
- Corticium flavissimum (Link) Bres. 1911
- Corticium flavocarneum Petch 1925
- Corticium flavocroceum Bres. 1911
- Corticium flavorubens Berk. & Broome 1875
- Corticium flavovirens Massee 1890
- Corticium flocculentum (Fr.) Fr. 1838
- Corticium floridense (M.J. Larsen & Nakasone) M.J. Larsen 1990
- Corticium fraxineum (Pers.) Roum. 1894
- Corticium friesii Grognot
- Corticium frustulosum Bres. 1903
- Corticium fuciforme (McAlpine) Wakef. 1916
- Corticium fugax (Johan-Olsen) Sacc. 1891
- Corticium fumigatum Thüm. 1876
- Corticium fumosum (Fr.) Fr. 1838
- Corticium furfuraceum Bres. 1925
- Corticium fuscostratum Burt 1926
- Corticium fuscum Pers. 1796
- Corticium fuscum var. fuscum
- Corticium fusisporum Cooke & Ellis 1879
- Corticium galactinum (Fr.) Burt 1909
- Corticium galzinii Bourdot 1910
- Corticium gemmiferum Bourdot & Galzin 1911
- Corticium gemmiferum subsp. gemmiferum
- Corticium gemmiferum subsp. thymicola Bourdot & Galzin 1928
- Corticium geochroum Pat. 1907
- Corticium geogenium Bres. 1903
- Corticium geophilum Durieu & Mont. 1856
- Corticium giganteum (Fr.) Fr. 1838
- Corticium gilvescens Bres. 1896
- Corticium gilvidum Bres. 1920
- Corticium glabrum Berk. & M.A. Curtis 1873
- Corticium glaucinum Bourdot & Galzin 1928
- Corticium glaucocanum G. Cunn. 1963
- Corticium glebulosum (Fr.) Bres. 1898
- Corticium globososporum G. Cunn. 1954
- Corticium globosum Burt 1926
- Corticium gloeosporum P.H.B. Talbot 1948
- Corticium gramineum Ikata & T. Matsuura 1930
- Corticium graminicola Ellis & Everh. 1887
- Corticium grammicum Henn. 1905
- Corticium granulare Burt 1923
- Corticium granulatum (Bonord.) P. Karst. 1882
- Corticium granulatum var. granulatum
- Corticium granulatum var. molle P. Karst. 1879
- Corticium granulosum Wakef. 1952
- Corticium greschikii Bres. 1890
- Corticium griseliniae G. Cunn. 1963
- Corticium grisellum Bourdot 1922
- Corticium griseocanum Bres. 1898
- Corticium griseoeffusum (M.J. Larsen & Gilb.) Ginns & M.N.L. Lefebvre 1993
- Corticium griseoflavescens Litsch. 1938
- Corticium guttuliferum P. Karst. 1889
- Corticium habgallae Berk. & Broome 1875
- Corticium haloxyli Kravtzev 1955
- Corticium hariotii Bres. 1920
- Corticium helianthi Bourdot & Galzin 1928
- Corticium helianthi subsp. auriculariae Bourdot & Galzin 1928
- Corticium helianthi subsp. helianthi
- Corticium helvelloides (Schwein.) Massee 1890
- Corticium helveticum (Pers.) Höhn. & Litsch. 1908
- Corticium helvolum (P. Karst.) Sacc. 1888
- Corticium henningsii Herter 1910
- Corticium hepaticum Berk. & M.A. Curtis 1873
- Corticium heterosporum Velen. 1922
- Corticium hiemale Laurila 1939
- Corticium hinnuleum Bres. 1915
- Corticium hirschii Donk 1931
- Corticium hydnans (Schwein.) Burt 1926
- Corticium hydnatinum Berk. 1842
- Corticium hypnophilum P. Karst. 1890
- Corticium hypochnoideum Berk. & Broome 1875
- Corticium hypochroum Petch 1922
- Corticium hypophyllum Petch 1945
- Corticium hypopyrrhinum Berk. & M.A. Curtis 1873
- Corticium iaganicum Speg. 1888
- Corticium ianthinum Durieu & Lév. 1888
- Corticium illaqueatum Bourdot & Galzin 1911
- Corticium improvisum H.S. Jacks. 1950
- Corticium inaequale (Höhn. & Litsch.) Sacc. & Trotter 1912
- Corticium incanum Burt 1926
- Corticium incarnatum Pers. 1794
- Corticium incarnatum f. isabellinum Britzelm. 1897
- Corticium incarnatum f. platani-orientalis Sacc. 1878
- Corticium incarnatum var. antarcticum Speg. 1887
- Corticium incarnatum var. caulicola J. Schröt. 1888
- Corticium incarnatum var. incarnatum
- Corticium incarnatum var. pinicola Tul. & C. Tul. 1872
- Corticium inconspicuum Berk. & M.A. Curtis 1869
- Corticium incrustans Pers. 1796
- Corticium inopinatum H.S. Jacks. 1950
- Corticium insidiosum Pass. 1875
- Corticium insinuans (Schwein.) Rick 1934
- Corticium insinuans var. cruentatum Rick 1934
- Corticium insinuans var. insinuans
- Corticium insperatum H.S. Jacks. 1950
- Corticium interruptum Berk. 1880
- Corticium introversum Rehill & B.K. Bakshi 1965
- Corticium investiens (Schwein.) Bres. 1897
- Corticium invisitatum H.S. Jacks. 1948
- Corticium invisum Petch 1925
- Corticium involucrum Burt 1926
- Corticium ionides var. dealbatum Bres. 1898
- Corticium ionides var. ionides
- Corticium irrigatum Berk. & M.A. Curtis 1860
- Corticium isabellinum (Fr.) Fr. 1874
- Corticium jacksonii Hjortstam 1998
- Corticium jaganicum Speg. 1888
- Corticium jamaicense Burt 1926
- Corticium javanicum Zimm. 1901
- Corticium jonides Bres. 1898
- Corticium jonides var. jonides
- Corticium jose-ferreirae D.A. Reid 1965
- Corticium juncicola Bourdot 1910
- Corticium juniperi P. Karst. 1876
- Corticium juniperinum Fr. 1838
- Corticium juniperophilum Litsch.
- Corticium kalmiae Peck 1893
- Corticium karstenii Bres. 1911
- Corticium kauri G. Cunn. 1954
- Corticium koleroga (Cooke) Höhn. 1910
- Corticium komabense Henn. 1902
- Corticium laceratum Litsch. 1941
- Corticium lacteolum Bourdot 1922
- Corticium lactescens Berk. 1860
- Corticium lacteum (Fr.) Fr. 1838
- Corticium lacteum f. lacteum
- Corticium lacteum f. tuberculatum (P. Karst.) Bourdot & Galzin 1928
- Corticium lacteum subsp. avellaneum (Bres.) Bourdot & Galzin 1928
- Corticium lacteum subsp. lacteum
- Corticium lacteum var. lacteum
- Corticium lacteum var. schidacodes Bourdot & Galzin 1928
- Corticium lacteum var. tuberculatum (P. Karst.) Bourdot & Galzin 1928
- Corticium lacunosum Berk. & Broome 1873
- Corticium laeticolor (P. Karst.) Sacc. 1888
- Corticium laetum (P. Karst.) Bres. 1903
- Corticium laetum var. laetum
- Corticium laetum var. tatrense Pilát 1926
- Corticium laeve Pers. 1794
- Corticium laeve f. cucullatum Bourdot & Galzin 1928
- Corticium laeve f. laeve
- Corticium laeve f. pallida P. Karst.
- Corticium laeve subsp. caesioalbum (P. Karst.) P. Karst. 1889
- Corticium laeve subsp. laeve
- Corticium laeve subsp. laevissimum (P. Karst.) P. Karst. 1889
- Corticium laeve subsp. padinum (P. Karst.) P. Karst. 1889
- Corticium laeve subsp. pelliculare P. Karst. 1889
- Corticium laeve var. laeve
- Corticium laeve var. radiosum (Fr.) Quél. 1888
- Corticium laeve var. subcalceum (P. Karst.) P. Karst. 1892
- Corticium laeve var. triviale (P. Karst.) P. Karst. 1892
- Corticium laevigatum (Fr.) Fr. 1838
- Corticium laevissimum (P. Karst.) Sacc. 1888
- Corticium latitans P. Karst. 1888
- Corticium latum Britzelm. 1897
- Corticium laxum (Fr.) Fr. 1874
- Corticium lembosporum Bourdot 1910
- Corticium lembosporum subsp. confusum Bourdot & Galzin 1911
- Corticium lembosporum subsp. lembosporum
- Corticium lentum Wakef. 1952
- Corticium lepidum (Romell) Romell 1928
- Corticium lepidum subsp. lepidum
- Corticium lepidum subsp. pityum Bourdot & Galzin 1928
- Corticium lepra (Berk. & Broome) Massee 1890
- Corticium leprieurii Mont. 1854
- Corticium leprosum Bres. 1926
- Corticium leptaleum Ellis & Everh. 1896
- Corticium leptospermi G. Cunn. 1954
- Corticium letendrei (P. Karst.) P. Karst. 1889
- Corticium leucothrix Berk. & M.A. Curtis 1873
- Corticium leucoxanthum Bres. 1898
- Corticium leveilleanum Berk. & M.A. Curtis 1849
- Corticium lianicola G. Cunn. 1963
- Corticium lignigenum Duhem & H. Michel 2006
- Corticium lilaceum Rabenh. 1853
- Corticium lilacinofuscum Berk. & M.A. Curtis 1873
- Corticium lilacinoroseum (Pat.) Boidin & Lanq. 1983
- Corticium lilacinum Berk. & Broome 1873
- Corticium lilascens Bourdot 1910
- Corticium limitatum (Chaillet ex Fr.) Fr. 1838
- Corticium lindavianum Herter 1910
- Corticium liquidambaris Berk. ex Massee 1889
- Corticium litschaueri Burt 1926
- Corticium lividocoeruleum P. Karst. 1868
- Corticium lividum Pers. 1796
- Corticium lividum var. deglubens (Berk.) Sacc. 1888
- Corticium lividum var. lividum
- Corticium lividum var. viscosum (Pers.) Sacc. 1888
- Corticium lloydii Bres. 1926
- Corticium lombardiae (M.J. Larsen & Gilb.) Boidin & Lanq. 1983
- Corticium lundellii Bourdot 1949
- Corticium luridum Bres. 1898
- Corticium luteoaurantiacum Wakef. 1915
- Corticium luteocinctum (Berk.) Cooke 1880
- Corticium luteocystidiatum P.H.B. Talbot 1948
- Corticium luteum Bres. 1898
- Corticium lycii (Pers.) Cooke 1881
- Corticium macounii Burt 1926
- Corticium macrosporopsis Jülich 1982
- Corticium macrosporum Ellis & Everh. 1900
- Corticium maculare Lair 1946
- Corticium maculatum Litsch. 1928
- Corticium maculiforme (Fr.) Fr. 1838
- Corticium majusculum Speg. 1888
- Corticium malagasoroseum Duhem 2009
- Corticium marchandii Pat. 1885
- Corticium marescalchianum Mancini & Sacc. 1888
- Corticium marianum (Nees) Fr. 1838
- Corticium martellianum Bres. 1890
- Corticium martianum Berk. & M.A. Curtis 1873
- Corticium mellinum Bres. 1920
- Corticium meridioroseum Boidin & Lanq. 1983
- Corticium mexicanum Burt 1926
- Corticium michelianum (Caldesi) Fr. 1874
- Corticium microsclerotium (Matz) G.F. Weber 1939
- Corticium microscopicum Speg. 1888
- Corticium microsporum (Bres.) Herter 1910
- Corticium microsporum subsp. hecistosporum Bourdot & Galzin 1928
- Corticium microsporum subsp. microsporum
- Corticium miniatum Kalchbr. 1865
- Corticium minnsiae (H.S. Jacks.) Boidin & Lanq. 1983
- Corticium minutissimum Höhn. & Litsch. 1908
- Corticium mississippiense (Lentz ex M.J. Larsen & Gilb.) M.J. Larsen 1990
- Corticium modestum Berk. & Broome 1875
- Corticium moellerianum Bres. 1893
- Corticium molle Berk. & M.A. Curtis 1869
- Corticium molluginis Allesch. 1885
- Corticium moniliforme P.H.B. Talbot 1958
- Corticium mougeotii (Fr.) Fr. 1838
- Corticium mucidum (J. Schröt.) Höhn. & Litsch. 1907
- Corticium murinum Berk. & Broome 1875
- Corticium murrayi (Berk. & M.A. Curtis) Pat. 1903
- Corticium murrillii Burt 1926
- Corticium muscicola Bres. 1903
- Corticium muscigenum Berk. & Broome 1875
- Corticium mustialaense (P. Karst.) Fr. 1874
- Corticium mutabile Bres. 1898
- Corticium mutatum Peck 1890
- Corticium myxosporum P. Karst. 1882
- Corticium nespori Bres. 1920
- Corticium neuhoffii Bres. 1923
- Corticium nigrescens (Schrad.) Fr. 1838
- Corticium niphodes Pat. 1915
- Corticium nitidulum P. Karst. 1881
- Corticium niveocremeum Höhn. & Litsch. 1908
- Corticium niveum Bres. 1903
- Corticium notabile H.S. Jacks. 1948
- Corticium nudum (Fr.) Fr. 1838
- Corticium nudum subsp. citrinum (Pers.) Sacc. 1888
- Corticium nudum subsp. nudum
- Corticium nudum var. citrinum (Pers.) Fr. 1874
- Corticium nudum var. nudum
- Corticium nyssae Berk. & M.A. Curtis 1873
- Corticium oakesii Berk. & M.A. Curtis 1873
- Corticium obscurum (Pers.) Fr. 1874
- Corticium obsoletum Litsch. 1941
- Corticium ochraceofulvum Bourdot & Galzin 1911
- Corticium ochraceolividum Pat. 1895
- Corticium ochraceum (Fr.) Fr. 1838
- Corticium ochraceum var. citrinum (Pers.) Quél. 1886
- Corticium ochraceum var. concentricum (Alb. & Schwein.) J. Schröt. 1888
- Corticium ochraceum var. cremeoochraceum Bourdot & Galzin 1911
- Corticium ochraceum var. ochraceofulvum Bourdot & Galzin 1911
- Corticium ochraceum var. ochraceum
- Corticium ochrofarctum Burt 1926
- Corticium ochroleucum (Fr.) Fr. 1838
- Corticium ochroleucum var. erimosum Berk. 1873
- Corticium ochroleucum var. ochroleucum
- Corticium ochroleucum var. spumeum Berk. & Ravenel 1873
- Corticium ochthodes Berk. & M.A. Curtis 1869
- Corticium octosporum J. Schröt. ex Höhn. & Litsch. 1906
- Corticium odoratum (Fr.) Bourdot & Galzin 1928
- Corticium odoratum var. alnea (Fr.) Bourdot & Galzin 1928
- Corticium odoratum var. odoratum
- Corticium oleosum (Höhn. & Litsch.) Sacc. & Traverso 1910
- Corticium olivaceoalbum Bourdot & Galzin 1911
- Corticium olivaceoalbum var. montanum Jülich 1972
- Corticium olivaceoalbum var. olivaceoalbum
- Corticium olivaceum (Fr.) Fr. 1874
- Corticium olivascens Berk. & M.A. Curtis 1873
- Corticium omnivorum Viégas 1945
- Corticium oosporum P. Karst. 1890
- Corticium orbiculare Durieu & Lév. 1888
- Corticium otagense G. Cunn. 1963
- Corticium overholtsii Burt 1926
- Corticium pactolinum Cooke & Harkn. 1881
- Corticium pallens Bres. 1900
- Corticium pallescens (Schwein.) Massee 1890
- Corticium pallidocremeum Litsch. 1941
- Corticium pallidoincarnatum Litsch. 1941
- Corticium pallidolivens (Bourdot & Galzin) Bourdot & Galzin 1928
- Corticium pallidovirens Bourdot & Galzin 1928
- Corticium pallidum Bres. 1898
- Corticium pampeanum Speg. 1898
- Corticium paniculatum Burt 1926
- Corticium pannosum Fr. 1851
- Corticium papillosum (Höhn. & Litsch.) Sacc. & Trotter 1912
- Corticium papyraceum Massee 1892
- Corticium paradoxum Rick 1959
- Corticium paraphysatum Burt 1926
- Corticium passerinii Sacc. 1888
- Corticium patricium G. Cunn. 1954
- Corticium pauperculum (Berk. & M.A. Curtis) Berk. & M.A. Curtis 1890
- Corticium pausiacum Liberta 1962
- Corticium pauxillum H.S. Jacks. 1950
- Corticium pearsonii Bourdot 1922
- Corticium pectinatum Burt 1926
- Corticium pellicula P. Karst. 1885
- Corticium pelliculare (P. Karst.) P. Karst. 1896
- Corticium pelliculare var. merulioides Bourdot & Galzin 1928
- Corticium pelliculare var. pelliculare
- Corticium pellucidum Pat. 1893
- Corticium penetrans Cooke & Massee 1891
- Corticium penicillatum Petch 1925
- Corticium peradeniae Berk. & Broome 1875
- Corticium perenne G. Cunn. 1954
- Corticium permodicum H.S. Jacks. 1950
- Corticium peroxydatum Berk. & Broome 1875
- Corticium pertenue P. Karst. 1890
- Corticium pervagum Petch 1925
- Corticium petersii Berk. & M.A. Curtis 1873
- Corticium petrophilum Bourdot & Galzin 1928
- Corticium peziziforme Velen. 1922
- Corticium pezizoides Pat. 1891
- Corticium pezizoideum Ellis & Everh. 1888
- Corticium pilatii Boidin 1954
- Corticium pilosum Burt 1926
- Corticium pini (H.S. Jacks.) Boidin & Lanq. 1983
- Corticium pini-canadensis (Schwein.) D.P. Rogers & H.S. Jacks. 1943
- Corticium pinicola (Tul.) Sacc. 1888
- Corticium pinicola f. lignatilis Britzelm. 1897
- Corticium platani Ces. 1855
- Corticium plumbeum Fr. 1874
- Corticium poincianae Pat. 1915
- Corticium polygonioides P. Karst. 1881
- Corticium polygonium Pers. 1794
- Corticium polyporoideum Berk. & M.A. Curtis 1873
- Corticium populinum (Sommerf.) Fr. 1838
- Corticium porosum Berk. & M.A. Curtis 1879
- Corticium portentosum Berk. & M.A. Curtis 1873
- Corticium portentosum var. crystallophorum Ellis & Everh. 1897
- Corticium portentosum var. portentosum
- Corticium praestans H.S. Jacks. 1948
- Corticium praeteritum H.S. Jacks. & Dearden 1949
- Corticium praetermissum (P. Karst.) Bres. 1903
- Corticium praetermissum var. bourdotii Bres. 1908
- Corticium praetermissum var. praetermissum
- Corticium praetervisum Bourdot & Galzin 1928
- Corticium prasinum Berk. & M.A. Curtis 1873
- Corticium praticola Kotila 1929
- Corticium probatum H.S. Jacks. 1948
- Corticium propinquum H.S. Jacks. & Dearden 1949
- Corticium protrusum Burt 1926
- Corticium proximum H.S. Jacks. 1950
- Corticium pruina Bourdot & Galzin 1928
- Corticium pruinatum Bres. 1903
- Corticium pruinosum Pat. 1897
- Corticium pruni Overh. 1929
- Corticium pseudotsugae Burt 1926
- Corticium pteridophilum G. Cunn. 1963
- Corticium puberum (Fr.) Fr. 1874
- Corticium pubescens Romell
- Corticium pulchellum Speg. 1880
- Corticium pulchrum S. Lundell 1941
- Corticium pulverulentum (Lév.) Cooke 1880
- Corticium punctulatum Cooke 1878
- Corticium puniceum (Alb. & Schwein.) Fr. 1874
- Corticium puteanum (Schumach.) Fr. 1874
- Corticium puteanum var. areolatum Fr. 1874
- Corticium puteanum var. puteanum
- Corticium quaesitum H.S. Jacks. & Dearden 1949
- Corticium queletii Bres. 1901
- Corticium quercicola Jülich 1982
- Corticium quercinum (Pers.) Gray 1821
- Corticium quercinum var. quercinum
- Corticium quercinum var. syringae Rabenh.
- Corticium quercinum var. tiliaceum Thüm. 1873
- Corticium quintasianum Bres. & Roum. 1890
- Corticium racemosum Burt 1926
- Corticium radicale Berk. 1845
- Corticium radicatum Henn. 1895
- Corticium radiosum (Fr.) Fr. 1838
- Corticium rallum H.S. Jacks. 1950
- Corticium ramosissimum Pass.
- Corticium ravum Burt 1926
- Corticium reconditum H.S. Jacks. 1948
- Corticium reidii K.S. Thind & S.S. Rattan 1972
- Corticium reisneri Velen. 1922
- Corticium resupinatum Sacc.
- Corticium reticulatum Berk. & Broome 1875
- Corticium rhabarbarinum Berk. 1855
- Corticium rhizophorum Bourdot & Galzin 1911
- Corticium rhodellum Peck 1889
- Corticium rhodoleucum Bourdot 1922
- Corticium rhodoleucum subsp. galactites Bourdot & Galzin 1928
- Corticium rhodoleucum subsp. rhodoleucum
- Corticium ribesium (Fr.) Sacc. 1895
- Corticium rickii Bres. 1898
- Corticium rickii subsp. minutissimum (Höhn. & Litsch.) Bourdot & Galzin 1928
- Corticium rickii subsp. rickii
- Corticium rigescens Berk. & M.A. Curtis ex Cooke 1891
- Corticium rimicola P. Karst. 1896
- Corticium rimosissimum Berk. & M.A. Curtis 1858
- Corticium rolfsii Curzi 1932
- Corticium romellii (Litsch.) S. Lundell 1950
- Corticium roridum Speg. 1888
- Corticium rosae Burt 1926
- Corticium rosellum Speg. 1880
- Corticium roseocarneum (Schwein.) Hjortstam 1998
- Corticium roseocremeum Bres. 1905
- Corticium roseolum P. Karst. 1889
- Corticium roseopallens Burt 1907
- Corticium roseum Pers. 1794
- Corticium roumeguerei Bres. 1892
- Corticium rubellum Burt 1926
- Corticium rubi (Lib.) Cooke 1891
- Corticium rubicundum Burt 1926
- Corticium rubrocanum Thüm. 1876
- Corticium rubrocinctum (Ehrenb.) Bres. 1911
- Corticium rubropallens (Schwein.) Massee 1890
- Corticium rubropunctatum Massee & Rodway 1900
- Corticium rude P. Karst. 1882
- Corticium rufoflavum Mont. 1850
- Corticium rufofulvum Fr. 1838
- Corticium rufum Fr. 1828
- Corticium rugulosum (Berk. & M.A. Curtis) Pat. 1899
- Corticium rutilans Fr. 1874
- Corticium saccharinum Berk. & M.A. Curtis 1869
- Corticium salicicola M.P. Christ. 1956
- Corticium salicinum (Fr.) Fr. 1838
- Corticium salmoneum Burt 1926
- Corticium salmonicolor Berk. & Broome 1875
- Corticium sambuci Pers. 1794
- Corticium sanguineum (Fr.) Fr. 1838
- Corticium sanguineum var. lilacinum Quél. 1888
- Corticium sanguineum var. sanguineum
- Corticium sarcoides (Fr.) Fr. 1838
- Corticium sasakii (Shirai) H. Matsumoto 1934
- Corticium scariosum Berk. & M.A. Curtis 1873
- Corticium scirpinum (Thüm.) G. Winter 1881
- Corticium scutellare Berk. & M.A. Curtis 1873
- Corticium sebaceum (Pers.) Quél. 1886
- Corticium sebaciniforme Bourdot & Galzin 1928
- Corticium secedens Sacc. 1888
- Corticium sect. Lomatia Fr. 1874
- Corticium separatum H.S. Jacks. & Dearden 1949
- Corticium septentrionale Burt 1926
- Corticium seriale (Fr.) Fr. 1838
- Corticium seriale subsp. pallidolivens Bourdot & Galzin 1911
- Corticium seriale subsp. seriale
- Corticium serum (Pers.) Fr. 1874
- Corticium serum f. conidifera Bourdot & Galzin 1911
- Corticium serum f. serum
- Corticium serum var. juniperi Bourdot & Galzin 1911
- Corticium serum var. serum
- Corticium serum var. sphaerincola P. Karst. 1896
- Corticium setigerum (Fr.) P. Karst. 1882
- Corticium simile Berk. & M.A. Curtis 1869
- Corticium simulans Berk. & Broome 1875
- Corticium singulare G. Cunn. 1954
- Corticium siparium Berk. & M.A. Curtis 1873
- Corticium sociatum Burt 1926
- Corticium solani (Prill. & Delacr.) Bourdot & Galzin 1911
- Corticium sordidum P. Karst. 1882
- Corticium sordulentum Cooke & Massee 1888
- Corticium sparsum Berk. & Broome 1875
- Corticium sphaerosporum (Maire) Höhn. & Litsch. 1907
- Corticium sphaerosporum subsp. praefocatum Bourdot & Galzin 1928
- Corticium sphaerosporum subsp. sphaerosporum
- Corticium spinulosum (Henn.) Sacc. & Trotter 1912
- Corticium spretum Burt 1926
- Corticium spumeum (Berk. & Ravenel) Berk. & Ravenel 1891
- Corticium spurium Bourdot 1922
- Corticium spurium f. olivaceum Bourdot & Galzin 1928
- Corticium spurium f. spurium
- Corticium stabulare (Fr.) Fr. 1874
- Corticium stelligerum Speg. 1888
- Corticium stellulatum Bourdot & Galzin 1911
- Corticium sterigmaticum Bourdot 1922
- Corticium stevensii Burt 1918
- Corticium stevensonii Burt 1926
- Corticium straminellum Bres. 1926
- Corticium stramineum Bres. 1900
- Corticium straminicola Pidopl. 1948
- Corticium stratosum Pat. 1895
- Corticium strigosum Pers. 1800
- Corticium strigosum var. filamentosum W.G. Sm. 1908
- Corticium strigosum var. strigosum
- Corticium subacerinum (Höhn. & Litsch.) Sacc. & Traverso 1910
- Corticium subalbum Burt 1926
- Corticium subalutaceum P. Karst. 1883
- Corticium subapiculatum Bres. 1925
- Corticium subasperisporum Litsch. 1941
- Corticium subaurantiacum Peck 1890
- Corticium subceraceum Burt 1926
- Corticium subcinereum Burt 1926
- Corticium subcontinuum Berk. & M.A. Curtis 1869
- Corticium subcoronatum Höhn. & Litsch. 1907
- Corticium subcostatum (P. Karst.) Bourdot & Galzin 1911
- Corticium subcostatum var. subcostatum
- Corticium subcretaceum Litsch. 1939
- Corticium subdealbatum Berk. & Broome 1879
- Corticium subflavidogriseum Litsch. 1941
- Corticium subgiganteum Berk. 1873
- Corticium subillaqueatum Litsch. 1941
- Corticium subincarnatum Peck 1889
- Corticium subinconspicuum Litsch. 1938
- Corticium subinvisibile D.P. Rogers 1935
- Corticium sublactescens Rick 1934
- Corticium sublaeve Bres. 1903
- Corticium sublilascens Litsch. 1928
- Corticium submembranaceum (Berk. & Broome) Cooke 1880
- Corticium submicrosporum Litsch. 1927
- Corticium submutabile Höhn. & Litsch. 1907
- Corticium subnitens Bourdot & Galzin 1928
- Corticium subnullum Burt 1926
- Corticium subochraceum Bres. 1896
- Corticium subodoratum P. Karst. ex Bourdot & Galzin 1928
- Corticium subpallidulum Litsch. 1938
- Corticium subrepandum Berk. & Cooke 1878
- Corticium subroseum Sacc. & P. Syd. 1899
- Corticium subseriale Bourdot & Galzin 1928
- Corticium subseriale subsp. ochraceofulvum (Bourdot & Galzin) Bourdot & Galzin 1928
- Corticium subseriale subsp. subseriale
- Corticium subsp. albo-ochraceum Bres. 1903
- Corticium subsphaerosporum Litsch. 1928
- Corticium subsulphureum P. Karst. 1881
- Corticium subterraneum Rabenh. 1866
- Corticium subterraneum Harz 1889
- Corticium subtestaceum Bourdot 1910
- Corticium subzonatum (Fr.) Fr. 1838
- Corticium suffocatum Peck 1878
- Corticium suffultum Berk. & Broome 1875
- Corticium sulcatum Rehill & B.K. Bakshi 1965
- Corticium sulfureoisabellinum Litsch. 1940
- Corticium sulphurellum Cooke & Massee 1891
- Corticium sulphureoisabellinum Litsch. 1940
- Corticium sulphureomarginatum Litsch. 1934
- Corticium sulphureum Pers. 1796
- Corticium sulphureum var. pallens Sacc. 1888
- Corticium sulphureum var. sulphureum
- Corticium sulphurinum (P. Karst.) Bourdot & Galzin 1911
- Corticium sulphurosum Bres. 1920
- Corticium syringae (Fuckel) G. Winter 1881
- Corticium tabacinum (Cooke) Sacc. 1888
- Corticium tenerrimum Velen. 1922
- Corticium tenue Pat. 1885
- Corticium tenuiculum Litsch. 1941
- Corticium tenuissimum Berk. & Broome 1875
- Corticium tephroleucum Bres. 1902
- Corticium tephrum Berk. & M.A. Curtis 1869
- Corticium terrestre (Kniep) Kniep 1915
- Corticium terreum Berk. 1855
- Corticium terrigenum Bres. 1903
- Corticium tessulatum Cooke 1878
- Corticium testatum H.S. Jacks. & Dearden 1949
- Corticium teutoburgense Brinkmann 1916
- Corticium theae (C. Bernard) C. Bernard 1908
- Corticium thelephoroides Ellis & Everh. 1885
- Corticium tomentelloides Höhn. & Litsch. 1907
- Corticium tomentosomarginatum Britzelm. 1895
- Corticium torquatum G. Cunn. 1954
- Corticium torrendii Bres. 1902
- Corticium trabutii Pat. 1909
- Corticium tremellinum Berk. 1847
- Corticium tremellinum var. reticulatum Berk. 1873
- Corticium tremellinum var. tremellinum
- Corticium trigonospermum Bres. 1905
- Corticium tristiculum Berk. & Broome 1875
- Corticium triviale Speg. 1888
- Corticium tsugae Burt 1926
- Corticium tuberculatum P. Karst. 1896
- Corticium tuberculatum var. schidacodes (Bourdot & Galzin) D.A. Reid 1968
- Corticium tuberculatum var. tuberculatum
- Corticium tuberculosum Pat. 1892
- Corticium tulasnelloideum Höhn. & Litsch. 1908
- Corticium tumulosum P.H.B. Talbot 1948
- Corticium typhae (Pers.) Fuckel 1867
- Corticium typhae var. caricicola Fuckel 1870
- Corticium typhae var. typhae
- Corticium udicola Bourdot 1910
- Corticium ulmi (Lasch) Massee 1890
- Corticium umbonatum G. Cunn. 1954
- Corticium umbratum Bourdot & Galzin 1928
- Corticium umbratum var. griseolivens Bourdot & Galzin 1928
- Corticium umbratum var. juglandis Bourdot & Galzin 1928
- Corticium umbratum var. testaceocastaneum Bourdot & Galzin 1928
- Corticium umbratum var. umbratum
- Corticium umbrinum (Fr.) Fr. 1874
- Corticium usambarense (Henn.) Sacc. & D. Sacc. 1905
- Corticium utriculicum G. Cunn. 1954
- Corticium uvidum (Fr.) Fr. 1838
- Corticium vagum Berk. & M.A. Curtis 1873
- Corticium vagum subsp. solani (Prill. & Delacr.) Bourdot & Galzin 1928
- Corticium vagum subsp. vagum
- Corticium vagum var. solani Burt 1903
- Corticium vagum var. vagum
- Corticium vallum G. Cunn. 1963
- Corticium varians Kniep 1915
- Corticium variegatum Roum. 1897
- Corticium variicolor G. Cunn. 1963
- Corticium vellereum Ellis & Cragin 1885
- Corticium velutinum (DC.) Fr. 1838
- Corticium venosum Berk. & Ravenel 1873
- Corticium versatum (Burt) D.P. Rogers & H.S. Jacks. 1943
- Corticium versicolor Bres. 1898
- Corticium versiforme (Fr.) Fr. 1838
- Corticium vescum Burt 1926
- Corticium vesiculosum Burt 1926
- Corticium villosum (Bonord.) Sacc. & Traverso 1910
- Corticium vinaceum Burt 1926
- Corticium vinososcabens Burt 1926
- Corticium vinosum Berk. 1845
- Corticium violaceolividum (Sommerf.) Fr. 1838
- Corticium violaceolividum subsp. syringae (P. Karst.) Sacc. 1888
- Corticium violaceolividum subsp. violaceolividum
- Corticium violaceum (Johan-Olsen) Sacc. 1891
- Corticium violascens (Fr.) Fr. 1874
- Corticium violascens var. cystidiatum J. Erikss. & Hjortstam 1972
- Corticium violascens var. violascens
- Corticium violeum (Quél.) Costantin & L.M. Dufour 1891
- Corticium viride Preuss 1851
- Corticium viscosum Pers. 1800
- Corticium viscosum var. deglubens Berk. 1881
- Corticium viscosum var. viscosum
- Corticium vitellinum G. Cunn. 1954
- Corticium viticola (Schwein.) Fr. 1838
- Corticium wakefieldiae Bres. 1920
- Corticium weisseanum (Henn.) Herter 1910
- Corticium wettsteinii (Bres.) Sacc. & Trotter 1912
- Corticium xanthellum Berk.
- Corticium zimmermannii Sacc. & P. Syd. 1902
- Corticium zurhausenii Bres. 1898